# Ruf CTR2
Pour les articles homonymes, voir CTR.
La Ruf CTR2 pour "Gruppe C Turbo Ruf" est une voiture de sport allemande produite en 1995 par le constructeur Ruf Automobiles sur une base de Porsche 911 type 993.
Elle est la descendante de la Ruf CTR "Yellow Bird" de 1987.

## Historique
Lorsqu'en 1995 sort la Porsche 993, Ruf y voit la base idéale pour donner une descendance à la CTR Yellow Bird. Ses efforts sont couronnés de succès puisque la CTR2 se distingue au plus haut niveau en étant classée 2e voiture de production la plus rapide du monde en 1998 juste derrière la Mc Laren F1 par le magazine Road & Track,.
Une version encore plus performante de la CTR2, la CTR2 Sport, est disponible à partir de 1997.
Cette même année, souhaitant prouver une fois encore la suprématie de son modèle, Alois Ruf transforme deux CTR2 Sport avec l'objectif de les faire courir dans la célèbre course de côte de Pikes Peak. Ces CTR2 Sport prototypes sont conçues en stricte conformité avec le règlement de la FIA tout en restant homologuées pour la route. Elles sont sans doute les deux Porsche homologuées sur route les plus rapides produites dans les années 1990. Le pilotage est confié aux frères Steve et David Beddor qui piloteront les voitures par la route jusqu'au départ de la course. Steve Beddor termine 1er en qualification générale et 2e au classement général dans la course. Son frère David termine 4e au classement général. Cette voiture a connu un grand succès aux États-Unis à la fin des années 1990 : vingt-deux premières places, treize secondes places et six troisièmes places, soit un total de quarante-et-un podiums. Steve Beddor remporte la Virginia City Hill Climb en 1999, 2000 et 2001 au volant de sa Ruf CTR2 Sport Prototype,.

## Caractéristiques[7],[8],[9]
Le 6 cylindres à plat de 3,6 L de cylindrée refroidi par air et renforcé par deux turbocompresseurs développe une puissance de 520 ch à 5 800 tr/min et un couple de 685 N m à 4 800 tr/min. Ruf équipe la CTR2 d’une boite manuelle à 6 vitesses couplée à un différentiel à glissement limité. De série, la voiture est une stricte propulsion mais une transmission intégrale est disponible en option.
La carrosserie "étroite" de la 993 est conservée mais les boucliers avant et arrière ainsi que les bas de caisse latéraux sont modifiés afin de favoriser l'aérodynamisme de la voiture. L'aileron arrière atypique permet l'entrée de l'air vers les refroidisseurs intermédiaires logés dans les ailes arrière.
Ruf installe un système de suspensions à ressorts hélicoïdaux, un arceau cage intégré soudé à la carrosserie de la voiture, un kit de freins de gros diamètre en carbone-céramique associés à des jantes OZ Racing de 19 pouces en aluminium à cinq rayons. Ces éléments permettent de contenir le poids à 1 379 kg.
À l’intérieur, on trouve les traditionnels sièges baquets avec ceintures harnais cinq points.

### Fiche Technique[9]
- Moteur : 6 cylindres à plat avec double turbocompresseur
- Cylindrée : 3 600 cm3
- Puissance : 520 ch (382 kW) à 5 800 tr/min
- Couple : 685 N m à 4 800 tr/min
- Poids à vide : 1 379 kg
- Transmission : manuelle 6 rapports
- Pneus : 245/35/19 AV ; 285/30/19 AR[10]
- Disposition : propulsion ou traction intégrale, moteur arrière

## Performances
La Ruf CTR est capable d'effectuer le 0 à 97 km/h en 3,6 secondes, le 0 à 200 km/h en 11,4 secondes et d'atteindre la vitesse maximale de 354 km/h.

## Déclinaisons

### CTR2 Sport
La CTR2 Sport se distingue de la CTR2 "classique" par une carrosserie élargie permettant de monter des roues plus larges. Le moteur voit sa puissance accrue à 580 ch à 5 800 tr/min pour 780 N m à 4 800 tr/min.
Les performances sont elles aussi augmentées : 3,5 secondes sur le 0 à 97 km/h et 11,3 secondes sur le 0 à 200 km/h.

### CTR2 Sport Prototype[12],[13]
Conçue en 1997 en seulement deux exemplaires sur la base de la CTR2 Sport, la CTR2 Sport Prototype est un modèle spécifiquement préparée pour la course de côte de Pikes Peak.
La voiture a été intégralement modifiée afin de correspondre à la règlementation de la FIA et de Pikes Peak tout en restant homologuée pour la route.
Les turbocompresseurs ainsi que leur système de refroidissent sont remplacés par deux turbos KKK et des bielles en titane sont installées. Le moteur développe alors 702 ch à 5 800 tr/min, toujours transmis aux seules roues arrière.
L'arceau-cage, le volant, les baquets, le harnais sont remplacés par des modèles de course homologués. La carrosserie est allégée par des pièces en kevlar et fibre de carbone. Les ailes arrière sont plus larges et l'aileron arrière plus haut que celui de la CTR2 Sport afin d'augmenter l'appui aérodynamique. Un réservoir supplémentaire de 100 L est installé à l'avant.
Pour freiner l'ensemble, des disques de freins ventilés et percés de 380 mm à l’avant et 320 mm à l’arrière reçoivent des étriers à quatre pistons, couplés à un système ABS adapté au sport automobile. Les jantes originelles sont remplacées par des jantes BBS en magnésium pourvues de pneus slicks Michelin Pilot SX.